# Jubilej
Jubilej (lat. iubilaeum, grč. ἰωβηλαῖος) je godišnjica u kojoj se slavi i/ili obilježava poseban događaj.
Jubileji se obično slave svakih 5, 10, 20 ili 25, 50, 60 ili 75, 100 itd. godina. Danas je već postala uobičajena praksa svaku godišnjicu nekog sretnog događaja nazivati »jubilejskom godinom«. To mogu biti godišnjice važnih političkih, kulturnih, društvenih ili ekonomskih događaja poput krunidbe, osnutka neke ustanove, organizacije ili tvrtke, početka javnog rada neke osobe itd. ali i veće manifestacije koje se održavaju diljem zemlje.
Riječ dolazi od hebrejskog izraza yōbhēl (ovnujski rog), a značenje potječe iz starog Izraela, gdje su se svečanosti (poput »godine opraštanja« svakih 50 godina) najavljivali trubom od ovnujskog roga. U Katoličkoj Crkvi se svakih 25 godina slavi redovni Crkveni jubilej.

## Primjeri
|  | Ovom je odjeljku potrebna dopuna. Možete pomoći dodavanjem sadržaja. |

- 1925. – Tisućita obljetnica Hrvatskoga Kraljevstva, jubilej koji se obilježavao na području Kraljevine SHS povodom tisućite godišnjice krunidbe hrvatskoga kralja Tomislava i tisuću godina hrvatske državnosti.[2] Godine 2025., sto godina kasnije, obilježava se 1100. obljetnica Hrvatskoga Kraljevstva.
- 1933. – Sveta godina u spomen na 1900 godina od uskrsnuća Isusa Krista.
- 2000. – Veliki jubilej kršćanstva, povodom proslave 2000 godina od rođenja Isusa Krista
- 2022. – 70. obljetnica stupanja na prijestolje kraljice Elizabete II.
- 2025. – Jubilejska godina u Katoličkoj Crkvi